# Lista över insjöar i Lidingö kommun
Detta är en lista över sjöar i Lidingö kommun baserad på sjöns utloppskoordinat. Om någon sjö saknas, kontrollera grannkommunens lista eller kategorin Insjöar i Lidingö kommun.

## Lista
| Namn           | Koordinat                                     | Sjöid         | VYID          | Yta (km²) | Strandlinje (km) | Höjd (m) | Maxdjup (m) | Volym (m³) | HARO  | Natura 2000 |
| -------------- | --------------------------------------------- | ------------- | ------------- | --------- | ---------------- | -------- | ----------- | ---------- | ----- | ----------- |
| Ekholmsnässjön | 59°21′40″N 18°11′59″Ö / 59.36119°N 18.19961°Ö | 658479-163632 | 658472-163616 | 0,0591    | 1,08             | 1,4      |             |            | 60061 |             |
| Kottlasjön     | 59°20′56″N 18°11′04″Ö / 59.34880°N 18.18450°Ö | 658281-163532 | 658331-163535 | 0,231     | 3,3              | 12       |             |            | 60061 |             |
| Stockbysjön    | 59°21′08″N 18°10′35″Ö / 59.35236°N 18.17631°Ö | 658369-163487 |               |           |                  |          |             |            | 60061 |             |